# Olga Buckley
Olga Josefina Buckley (Aruba, 23 maart 1950) is een Arubaans dichter en kinderboekenschrijfster. Zij schrijft in het Papiaments.

## Leven en Werk
Olga Buckley werd geboren in Aruba, dochter van Joseph Harold Buckley afkomstig uit Grenada en Ramona Buckley-Guillarte, afkomstig uit Venezuela. Zij heeft vier broers en zes zusters. Van jongs af aan hield zij van verhalen vertellen en schrijven. Na het doorlopen van de MULO bezocht zij het Maria Immaculata Lyceum in Curaçao. Hierna volgde zij een opleiding aan de Arubaanse Pedagogische Academie en behaalde in 1971 haar onderwijzersakte. Tijdens de studententijd was zij betrokken bij de actiegroep "Movimiento Estudiantil Arubano", die zichtbaarheid en maatschappelijk betrokkenheid propageerde voor studenten. Later ging deze groep op in de stichting Frente Popular Antiyano, uitgever vanaf 1973 van het blad "Lanta". Buckley werd redactiemedewerker, een functie die zij ook eerder in haar MULO-jaren vervulde bij de schoolkrant "Bao di Kwihi". In 1995 rondde zij de opleiding derdegraads Papiaments af. 
Buckley bracht 46 jaren door in het onderwijs, waarvan 28 jaren in het speciaal onderwijs. Zij was 25 jaren verbonden aan de Caiquetio School in Cura Cabai. Aangezien in het speciaal onderwijs de instructietaal Papiaments is, werd zij betrokken bij het ontwikkelen van onderwijsmateriaal voor kinderen met speciale behoeften. Van 1979 tot 1982 werkte zij als leerkracht voor niet-Nederlandstalige kinderen aan de Kinkerschool in Amsterdam. Als leerkracht vertelde ze graag verhalen en las dagelijks voor. In 2008 lanceerde zij het project voor leesbevordering "Bon Nochi Drumi Dushi". Buckley ging in 2018 met pensioen.
In 2002 publiceert Buckley haar eerste gedichtenbundel Curashi (Moed). In 2008 volgt Sin Wak Patras (Zonder achterom te kijken). Haar schrijversdebut was in 2006 met het boek Bencho ta dual (Bencho is verdwaald), de eerste uitgave uit de Bencho-serie waaraan zij 15 jaren zou werken. Anders dan traditionele series is de vijfdelige Bencho-reeks een samenhangend verhaal rond de hoofdfiguur.  Elk deel van de serie telt 18 hoofdstukken. De verhaallijn volgt het groei- en ontdekkingsproces van de Arubaanse jongen, Bencho Kock, vanaf de basisschool tot het voortgezet onderwijs. In het boek Bons Slip (2023), uitgegeven in twee separate taalversies, behandelt zij het thema van biculturisme.
Als dichter en schrijver trad Buckley bij literaire activiteiten op en gaf schrijverscursussen. In 2005 deed ze mee aan Crusa Lama, de tweede aflevering van het internationale literatuurfestival "Winternachten Overzee" welke deelnemers bijeenbracht uit zes 'verwantschapslanden': Aruba, Nederlandse Antillen, Suriname, Zuid-Afrika, Indonesië en Nederland. Zij nam meermalen deel aan het Arubaans Kinderboekenfestival. Ze was medeauteur van Antillenboek: bronnenboek, een boek met een serie lessen over Nederlandse Antillen, uitgegeven in 1983 door IVIO. In 1996 werkte ze mee aan de vertaling in het Papiaments van het dagboek van Anne Frank, Het Achterhuis.
Olga Buckley is getrouwd geweest en heeft drie dochters, Zahira, Yassira en Indra. In 2012 ontving zij de Tapushi Literario, een literaire prijs voor het Papiaments taalgebied. In 2020 werd zij benoemd tot Ridder in de Orde van Oranje-Nassau.

## Publicaties en boeken
- 2002 - Curashi (gedichtenbundel)
- 2006 - Bencho ta dual (Bencho-reeks)
- 2007 - Bencho ta gana un bais (Bencho-reeks)
- 2007 - Bon nochi, drumi dushi : un intento pa promove lesamento na Aruba
- 2008 - Sin Wak Patras (gedichtenbundel)
- 2013 - Bencho ta rebeldia (Bencho-reeks)
- 2020 - Bencho y e Gran Crusada (Bencho-reeks)
- 2020 - Ami, Bencho (Bencho-reeks)
- 2023 - Bons Slip (Nederlands / Papiaments)